# Arado E.381
L'Arado E.381, indicato anche come Kleinstjäger (in lingua tedesca: "piccolo cacciatore"), fu un caccia parassita intercettore monoposto, monoplano e con propulsione a razzo, progettato dall'azienda aeronautica tedesca Arado Flugzeugwerke GmbH e rimasto alle prime fasi di sviluppo.
Elaborato come risposta al Jägernotprogramm, letteralmente "programma caccia di emergenza", destinato ad equipaggiare reparti della Luftwaffe, e caratterizzato dalla cabina di pilotaggio dove il pilota era in posizione prona, era agganciato a un velivolo madre, un Arado Ar 234, dal quale si sganciava in quota per dirigersi sull'obiettivo.
L'E.381, sigla aziendale che non venne mai ufficialmente codificata dal Reichsluftfahrtministerium (RLM), fu assimilabile alle Wunderwaffen, una serie di progetti di armamenti che avrebbero dovuto capovolgere la compromessa situazione bellica della Germania nazista negli ultimi anni della seconda guerra mondiale, e vide il suo sviluppo interrotto a causa dei bombardamenti alleati dopo che l'Arado non riuscì altro che a realizzare quattro simulacri in legno per prove in volo senza pilota.

## Storia del progetto

Schema della struttura interna del velivolo.

## Utilizzatori
Germania
- Luftwaffe